# Itura myersi
Itura myersi är en hjuldjursart som beskrevs av Wulfert 1935. Itura myersi ingår i släktet Itura och familjen Ituridae. Inga underarter finns listade i Catalogue of Life.